# Spheciospongia australis
Spheciospongia australis är en svampdjursart som först beskrevs av Lendenfeld 1888.  Spheciospongia australis ingår i släktet Spheciospongia och familjen borrsvampar. Inga underarter finns listade i Catalogue of Life.